# 1012 км
 1012 км  — железнодорожная казарма (тип населённого пункта) в Кирово-Чепецком районе Кировской области России. Входит в состав Коныпского сельского поселения.

## География
Расположена на расстоянии примерно 22 км на запад-юго-запад по прямой от центра района города Кирово-Чепецк у железнодорожной линии Киров-Пермь.

## Топоним
Полуказарма Перм. ж. д. (1926), будка 62 км (1939), 1012 км (в 1978 году). 

## История
Населённый пункт появился при строительстве железной дороги. В селении жили семьи тех, кто обслуживал железнодорожную инфраструктуру.
Известна с 1926 года как Полуказарма Перм. ж. д. (хозяйств 5 и жителей 8, из них 7 мужчин, 1 женщина), в 1950 известен под названием 62 км и имел тип населённого пункта "будка", хозяйств 1 и жителей 8, в 1978 году  разъезд 1012 км, в 1989 году - ж.д. казарма 1012 км с 3 жителями (2 муж., 1 жен.).

## Население
| 2010 |
| ---- |
| 0    |

Постоянное население составляло 1 человек (русские 100 %) в 2002 году, 0 в 2010.

## Инфраструктура
Путевое хозяйство.

## Транспорт
Автомобильный (автодорога 33Р-013 в пешей доступности) и железнодорожный транспорт.